# Spaland
De wijk Spaland is een stadswijk in het noorden van Schiedam. De wijk wordt begrensd door de Harreweg in het westen en het oude dorp Kethel in het zuiden. Ten noorden en oosten van de wijk ligt het polderlandschap van Midden Delfland. De wijk is ontwikkeld vanaf de jaren negentig.  De meest recente uitbreiding is de buurt Sveaparken, een buurtje dat in Zweedse stijl is opgetrokken.
Spaland is opgedeeld in de buurten Vlinderhoven, Sveaparken, Velden, Akkers, Gaarden en Windas. De Rotterdamse tramlijn 11 heeft het eindpunt in de wijk Spaland.
De naam Spaland is afkomstig van een oude ambachtsheerlijkheid. Tot 1941 vormde Spaland met Kethel de gemeente Kethel en Spaland.
Spaland is samen met Groenoord, Nieuwland en Oost een aandachtsgebied in Schiedam. Spaland kampt vooral met overlast en criminaliteit op gebied van wapenbezit, steekpartijen en ook van roofovervallen. De meeste personen die daadwerkelijk worden aangehouden voor de criminaliteit in Spaland, zijn afkomstig uit de nabijgelegen wijk Groenoord. 
In februari 2025 kwam Spaland groot in het nieuws, door een steekpartij waarbij een 13-jarige overleed. Eén leeftijdsgenoot werd opgepakt voor de steekpartij. 
Stad: Schiedam    Buurtschappen: Kerkbuurt · Windas

Wijken: Bijdorp · 's-Gravelandsepolder · Groenoord · Kethel · Nieuw-Mathenesse · Nieuwland · Schiedam-Oost · Schiedam-West · Schiedam-Zuid · Spaanse Polder · Spaland · Stadscentrum · Woudhoek

Zuid-Holland: Steden en dorpen    Nederland: Provincies · Gemeenten